# 春日市立須玖小学校
春日市立須玖小学校（かすがしりつ すぐしょうがっこう）は、福岡県春日市須玖南にある公立小学校。

## 態様
春日市域の西方に位置する牛頸川と那珂川に挟まれた平野部、弥生時代の遺跡の散在で知られる須玖・岡本地区の一角に所在する。

## 歴史
- 1973年（昭和48年）4月 - 春日市立春日北小学校より分離・独立して開校。
- 2004年（平成16年） - 文部科学省による体力向上事業研究協力校の指定を受け、同年春日市の研究指定委嘱を受ける。

## 交通
西脇を二車線の車道が南北に走り、わずか北を県道49号が東西に走る。最寄の鉄道駅はJR九州鹿児島本線南福岡駅。最寄のバス停留所はやよい『須玖小学校前』。

## 周辺
- 奴国の丘歴史公園

市の管理による歴史公園。わずか東に所在。
- 熊野神社

伊弉諾命および伊弉冉命を祀る神社。わずか北東に所在。
- 春日市立春日北小学校

わずか北に所在。
- 春日市立春日中学校

わずか南に所在。